# Heinrich Lorenz
Heinrich Lorenz (ur. 30 stycznia 1892 w Saksonii, zm. 9 maja 1971) – as lotnictwa niemieckiego Luftstreitkräfte z 5 potwierdzonymi zwycięstwami w I wojnie światowej, pierwszy dowódca Jagdstaffel 33. 

## Życiorys
Służył w korpusie kadetów od 1902 do 1908 roku. Od 1908 roku służył w 162 Lubeckim Pułku Piechoty (3 Hanzeatyckim) Infanterie-Regiment „Lübeck” (3. Hanseatisches) Nr. 162. 1 września 1915 roku został przeniesiony do lotnictwa i od 1 maja 1916 roku służył w Kampgeshwader 1 (Kagohl 1). W jednostce odniósł swoje pierwsze zwycięstwo powietrzne 30 czerwca. Następnie został przeniesiony do FFA284 jednostki lotniczej artylerii. 5 października 1916 roku został skierowany do eskadry myśliwskiej dowodzonej wówczas przez Martina Zandera Jagdstaffel 1. W grudniu 1916 roku został skierowany do Fliegerersatz Abteilung Nr. 3 w Gocie do sformowania i dowodzenia nową eskadrą myśliwską Jagdstaffel 33. Do 15 czerwca 1917 roku, kiedy został ranny, odniósł z jednostką 4 kolejne zwycięstwa. Po miesiącu leczenia powrócił na stanowisko dowódcy. 24 lipca został przeniesiony do pracy szkoleniowej w Armee Flug Park 4 w Kolonii.